# 広島県道66号呉環状線
広島県道66号呉環状線（、英称：Hiroshima Prefectural Route 66 Kure loop line）は、広島県呉市を通る県道（主要地方道）である。

## 概要

### 路線データ
- 本線：
  - 重複区間含む：Google マップ（天応宮町起点 - 警固屋8丁目終点）
  - 単独区間のみ：Google マップ（天応宮町起点 - 郷原町）、Google マップ（阿賀中央6丁目 - 警固屋8丁目終点）
- 起点：広島県呉市天応宮町（国道31号交点）
- 終点：広島県呉市警固屋8丁目（国道487号交点）
- 総延長：23.807 km

## 歴史
- 1993年（平成5年）5月11日 - 建設省から、県道呉環状線・県道警固屋広停車場線の一部が呉環状線として主要地方道に指定される[1]。
- 2020年（令和2年）度 - 同路線の広島県呉市阿賀南九丁目で現道拡張工事を開始[2]。

## 路線状況

### 重複区間
- 国道375号（呉市郷原町・郷原大橋東交差点 - 呉市広本町1丁目・広交差点（国道375号起点））
- 国道185号（呉市広本町1丁目・広交差点 - 呉市阿賀中央3丁目・休山トンネル東口交差点）

## 地理

### 通過する自治体
- 呉市

### 交差する道路
| 交差する道路                                                              | 交差する場所                | 交差する場所                                           |
| ------------------------------------------------------------------------- | --------------------------- | ------------------------------------------------------ |
| 国道31号                                                                  | 天応宮町                    | 大屋橋東詰交差点 / 起点                                |
| E31 広島呉道路 呉市道天応西条2丁目12号線 呉市道天応大浜長谷線             | 天応西条1丁目               | 呉市役所天応支所（北）交差点 3-1 天応西IC 3-2 天応東IC |
| 広島県道31号呉平谷線                                                      | 焼山西（やけやまにし）3丁目 | 焼山西3丁目交差点                                      |
| 広島県道174号瀬野呉線                                                     | 苗代町                      | 苗代交差点                                             |
| E75 東広島呉自動車道                                                      | 郷原町                      | 郷原インター入口交差点 6 郷原IC                        |
| 国道375号 重複区間起点                                                    | 郷原町                      | 郷原大橋東交差点                                       |
| 国道185号 重複区間起点 国道375号 重複区間終点 広島県道279号広仁方停車場線 | 広本町1丁目                 | 広交差点                                               |
| E75 東広島呉自動車道                                                      | 阿賀中央4丁目               | 先小倉（さきおぐら）交差点 7 阿賀IC                    |
| 広島県道203号安芸阿賀停車場線                                             | 阿賀中央6丁目               | 阿賀駅前交差点                                         |
| 国道185号 重複区間終点                                                    | 阿賀中央6丁目               | 休山トンネル東口交差点                                 |
| 国道487号                                                                 | 警固屋（けごや）8丁目       | 音戸大橋（北）交差点 / 終点                            |

### 沿線にある施設など

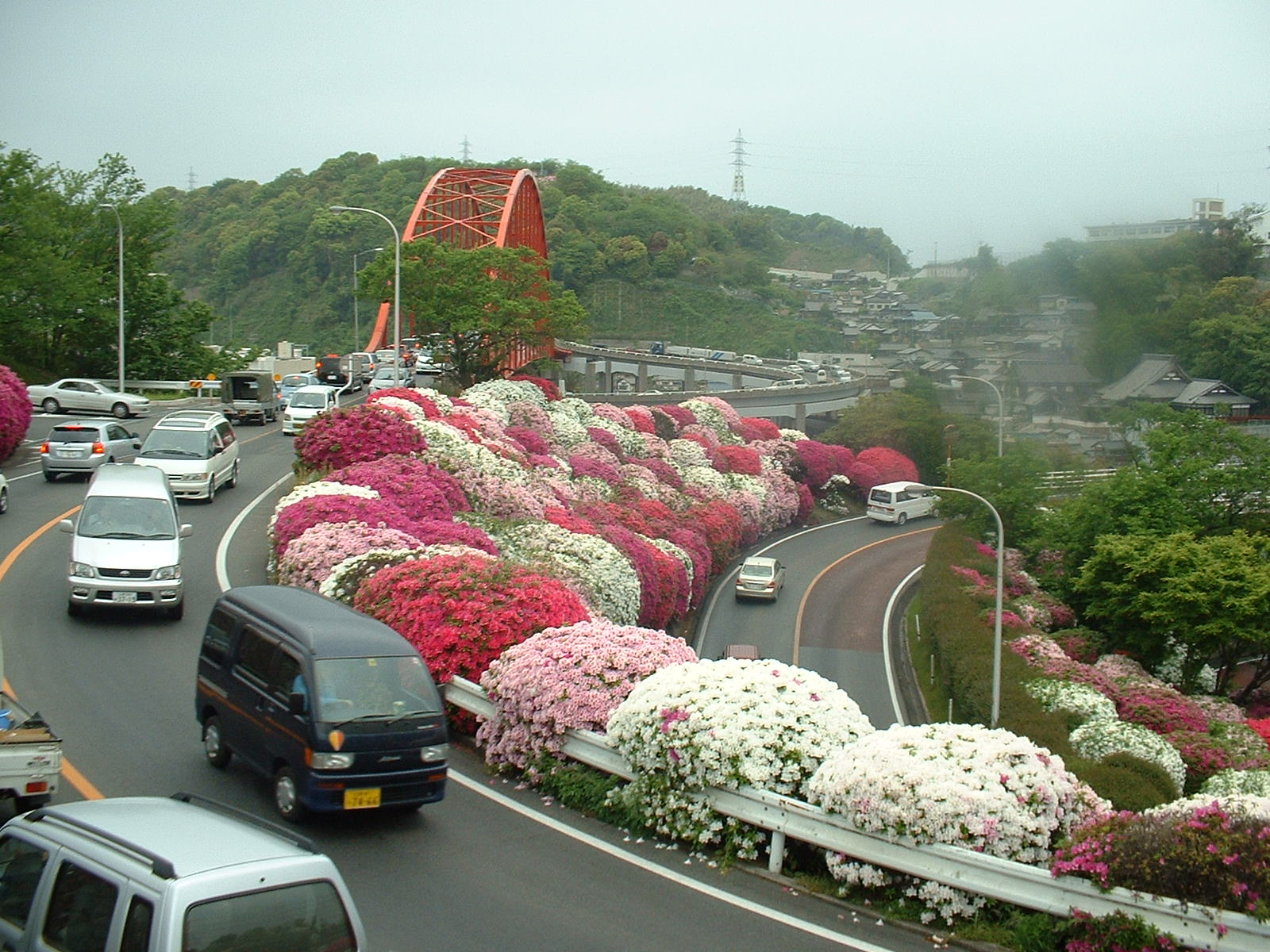
音戸大橋（2006年5月撮影）

- 呉ポートピアパーク（国道31号）
- 音戸大橋（国道487号）
- 音戸の瀬戸（国道487号）